# Diaphoretickes
Diaphoretickes là một nhóm lớn của các sinh vật nhân thực, với hơn 400.000 nghìn loài. Đa số sinh khối của trái đất mà làm quá trình quang hợp thuộc nhóm này.
Diaphoretickes bao gồm:
- Archaeplastida
- Chromista
- Cryptista
- Haptista
- Đại nhóm SAR
- Telonemia